# Liste der Biografien/Kirp
Liste der Biografien |
Portal Biografien |
Personensuche
# |
A |
B |
C |
D |
E |
F |
G |
H |
I |
J |
K |
L |
M |
N |
O |
P |
Q |
R |
S |
T |
U |
V |
W |
X |
Y |
Z |
?
 
Ka |
Kb |
Kc |
Kd |
Ke |
Kf |
Kg |
Kh |
Ki |
Kj |
Kl |
Km |
Kn |
Ko |
Kp |
Kr |
Ks |
Kt |
Ku |
Kv |
Kw |
Ky |
Kx |
Kz
 
Kia |
Kib |
Kic |
Kid |
Kie |
Kif |
Kig |
Kih |
Kii |
Kij |
Kik |
Kil |
Kim |
Kin |
Kio |
Kip |
Kir |
Kis |
Kit |
Kiu |
Kiv |
Kiw |
Kix |
Kiy |
Kiz
 
Kira |
Kirb |
Kirc |
Kird |
Kire |
Kirf |
Kirg |
Kirh |
Kiri |
Kirj |
Kirk |
Kirl |
Kirm |
Kirn |
Kiro |
Kirp |
Kirr |
Kirs |
Kirt |
Kiru |
Kirv |
Kirw |
Kiry |
Kirz
Die Liste der Biografien führt alle Personen auf, die in der deutschsprachigen Wikipedia einen Artikel haben. Dieses ist eine Teilliste mit 15 Einträgen von Personen, deren Namen mit den Buchstaben „Kirp“ beginnt.

## Kirp

### Kirpa
- Kirpa, Heorhij (1946–2004), ukrainischer Politiker, Verkehrsminister der Ukraine
- Kirpal Singh (1894–1974), indischer Guru des Sant Mat
- Kirpal, Alfred (1944–2010), deutscher Elektrotechniker
- Kirpal, Irene (1886–1977), tschechoslowakische Politikerin der deutschen Minderheit

### Kirpi
- Kirpischtschikowa, Anna Alexandrowna (1838–1927), russische Schriftstellerin
- Kirpitschenko, Jana Wjatscheslawowna (* 1996), russische Skilangläuferin
- Kirpitschnikow, Jewgeni (* 1985), belarussischer Biathlet
- Kirpitschnikowa, Anastassija Dmitrijewna (* 2000), französische Schwimmerin
- Kirpitschow, Michail Wiktorowitsch (1879–1955), russischer Physiker und Hochschullehrer
- Kirpitschow, Wiktor Lwowitsch (1845–1913), russischer Ingenieur, Physiker, Professor und Hochschulrektor

### Kirpo
- Kirponos, Michail Petrowitsch (1892–1941), sowjetischer GeneralMichail Petrowitsch Kirponos (1892–1941)

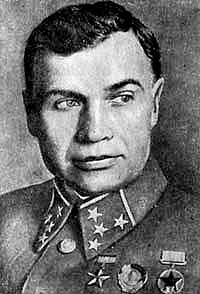
Michail Petrowitsch Kirponos (1892–1941)

### Kirps
- Kirps, Francis (* 1971), luxemburgischer Schriftsteller und Journalist
- Kirpson, Oskar, estnischer Fußballspieler
- Kirpsza, Stanisław (1955–1980), polnischer Radrennfahrer

### Kirpu
- Kirpu, Erika (* 1992), estnische Degenfechterin